# Ранок (видавництво, Київ)
«Ра́нок» — видавництво в Києві, засноване 1906 року Олексою Коваленком і видавцем Іваном Самоненком та ін.
Книгарня була розташована за адресою: Київ, Фундуклеївська 2 (наразі Богдана Хмельницького). Книжки видавництва друкувались у друкарні Петра Барського, Київ, Хрещатик 40, та книгарні  Леона Ідзіновського, Київ, Хрещатик 29. Першою виданою книгою став «Рай і поступ» М. Драгоманова (1906). 
У 1906—1908 роках видало накладом близько 40 000 примірників 18 брошур і книг, переважно соціально-політичного та белетристичного характеру. Серед видань 7 книг М. Драгоманова, поетичні збірки Григорія Чупринки, М. Лозинського «Польський і руський революційний рух і Україна».